# Clément Lyon
Clément Lyon né à Charleroi le 18 mars 1841 et mort dans la même ville le 24 juin 1904 est un historien, pédagogue et journaliste. Il a participé à la création de l'hebdomadaire carolorégien L'éducation populaire, dont il a été le directeur, le propriétaire et le rédacteur principal durant plus de vingt-cinq ans.

## Biographie

### Famille
Clément Lyon naît à Charleroi, à la rue de Montigny, et y grandit. Il est le fils de Marc-Clément Lyon, magistrat, président de la commission de l'hôpital civil et président du conseil provincial et d'Hortense Dubois. Il est le troisième d'une fratrie de cinq fils : Edmond, Camille, Clément, Alfred et Fernand. Il épouse Léonie Fischer.

### Formation
En 1850, Clément Lyon entre et étudie au petit séminaire de Bonne-Espérance, près de Binche. Il y est pensionnaire de l'internat jusqu'en 1853. Il est ensuite placé chez un précepteur, le curé Eugène Boulet. Résidant d'abord à Blaugies, dans les Hauts-Pays, il le suit lorsque l'ecclésiastique est déplacé à Laplaigne sur les bords de l'Escaut.
Fin 1855, il réintègre un internat et une institution d'enseignement. Il est inscrit cette fois au collège de Kain, à proximité de Tournai.

### Carrière militaire
Le 16 octobre 1860, Clément Lyon s'engage dans l'armée belge. Il rejoint le 11ᵉ régiment de Ligne, à Ypres. Il se prépare alors à l'examen d'entrée de l'École royale militaire; examen qu'il ne réussit pas.
Devant passer par la filière régimentaire, il est d'abord promu au grade de caporal, puis de sous-officier. Ses garnisons sont à Courtrai et ensuite à Lierre.
En 1868, promu sous-lieutenant, il choisit de partir au 1er régiment de Ligne. Basé à Liège, Clément Lyon fréquente et se mêle au milieu intellectuel de la ville. Introduit dans la Société civile et militaire, il en est nommé commissaire. Les relations favorisées par cette Société lui permettent de faire la connaissance du directeur du journal La Meuse, Léon de Thier, ou du professeur d'université Alphonse Le Roy Il devient également un habitué du Dépôt des archives provinciales, où il rencontre Stanislas Bormans, l'abbé Daris, ou l'historien Albin Body. De 1870 à 1872, il adhère aussi à la Société liégeoise de littérature wallonne, présidée par Charles Grandgagnage.
En septembre 1870, en tant que militaire belge, il est mobilisé et témoin du désastre de la bataille de Sedan. Sa division accompagne des ambulances chargées de porter secours aux blessés. A la même époque, sur conseil d'Alphonse Le Roy, il s'efforce d'étudier et obtient son diplôme de fin d'humanités. Son projet consiste à avoir accès aux études de droit, à l'université de Liège.
Mais, en novembre 1872, sa situation change radicalement. Il démissionne de l'armée et retourne vivre à Charleroi.

### Carrière commerciale
Dans sa ville natale, il occupe d'abord un poste de secrétaire à la Société des Houillères-Unies. Par la suite, il développe et gère un rentable portefeuille d'assurances. Des revenus confortables lui laissent du temps pour se consacrer à sa passion pour l'histoire régionale et des activités intellectuelles plus désintéressées. En 1876, il participe à la création d'une chambre de commerce libre. Il en sera le secrétaire-trésorier durant quinze ans.
En 1876, toujours, avec l'ingénieur Charles Lambert et Nestor Bertrand, le directeur de l’École industrielle, il fonde un cercle de conférences. Celui-ci s'inspire du Cercle Franklin de Liège, et vise à procurer un complément d'instruction aux élèves de l’École industrielle. Ces conférences remportent un franc succès et se déroulent dans une grande salle de l'hôtel de ville de Charleroi.

## L'éducation populaire

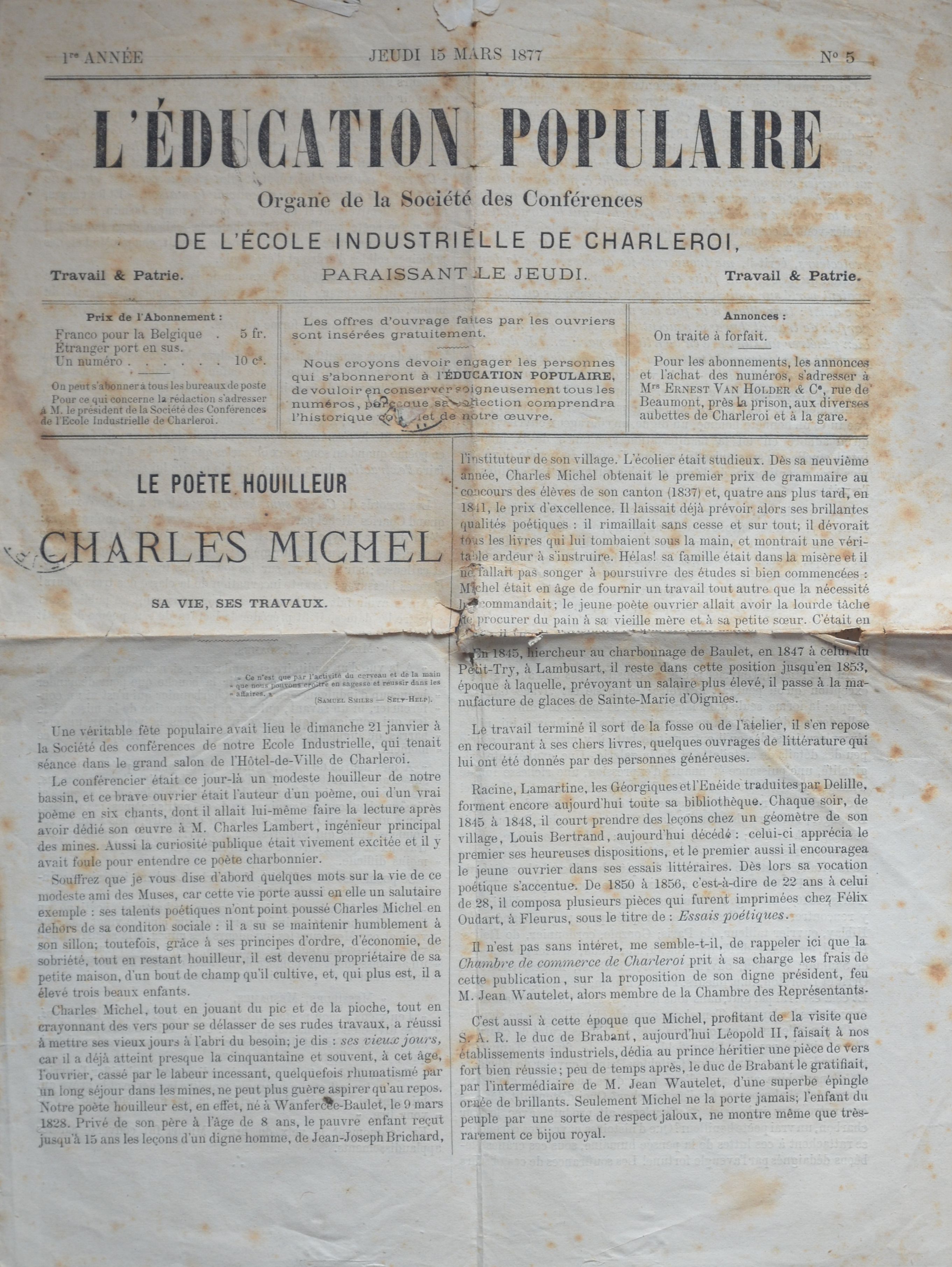

### Un prolongement des conférences
Afin d'élargir la portée des conférences, le comité organisateur édite un hebdomadaire, qu'il dénomme L'éducation populaire. Clément Lyon, en tant que secrétaire du comité, endosse également le rôle de rédacteur du journal. Il publie, le jeudi, un résumé des allocutions et une chronique de la vie intellectuelle.

### Un hebdomadaire indépendant
Après une année d'existence, L'éducation populaire cesse d'être l'organe de la Société des conférences. Clément Lyon le reprend alors à son propre compte, tout en conservant l'esprit initial. Pendant vingt-cinq ans, jusqu'en 1903, il consacre son énergie et ses loisirs à cette publication visant la vulgarisation scientifique, la promotion intellectuelle et le progrès moral.
Clément Lyon s'y distingue particulièrement par son intérêt pour l'histoire locale et sa volonté de faire connaître les écrivains et artistes originaires de sa région, y compris ceux d'autrefois. Le publiciste se caractérise également par des polémiques, qu'il suscite et auxquelles il est tenu d'accorder des droits de réponse dans sa gazette.

### Au-delà du journal
Près de Beaumont, c'est à l'initiative et grâce au dynamisme de Clément Lyon qu'un monument est érigé en mémoire du musicien François-Joseph Gossec, natif de Vergnies. De même, à Charleroi, il organise un hommage au peintre François-Joseph Navez. Il finance la réalisation d'un buste en bronze à l'effigie de celui-ci, par le sculpteur Jean Hérain. Il obtient l'installation de l'œuvre dans le Parc Reine Astrid. A Châtelet, par contre, un projet similaire pour le musicien Jean Guyot n'aboutit pas quant à lui. Il faisait par ailleurs partie de la Société royale d'archéologie, d'histoire et de paléontologie de Charleroi.
Son important travail d'historien et d'auteur, y compris de poésies, paraît dans le journal qu'il dirige et sous la forme de livres ou d'opuscules.

## Hommage
Depuis 2020, une rue de Charleroi, anciennement la rue Fagnart, porte son nom. La rue longe la partie sud de l'Université du Travail Paul Pastur. La plaque odonymique le présente comme « l'âme de l'Éducation populaire ».

## Publications
- Contestations politiques et religieuses survenues, pendant les XVIIe et XVIIIe siècles, entre la Principauté de Liège et les Pays-Bas, au sujet du territoire de la ville-basse de Charleroi, dépendant de la commune de Marcinelle, Société royale d'archéologie, 1869
- Humbles fleurs (Recueil de poésies), Charleroi, Imprimerie & lithographie à vapeur Evrard, 1874
- Jean Guyot de Châtelet, illustre musicien wallon du XVIe siècle, premier maître de chapelle de S. M. l'empereur d'Allemagne Ferdinand I. Sa vie et ses œuvres, Charleroi, Delacre, 1875
- L'homme de verre (Volume de vulgarisation), Verviers, Imp. et lib. Gilon, 1879
- La houille : son origine, son emploi, son avenir (Volume de vulgarisation), Verviers, Bibliothèque Gilon, 1880